# Raggen – det är jag det
Raggen – det är jag det är en svensk komedifilm från 1936 i regi av Schamyl Bauman.

## Handling
Hemma i Västerås bor lektor Winroth med fru och döttrar. Sammanlagt har man fått nio och sex bor fortfarande hemma. Maria, kallad Raggen, är näst äldst. Hon träffar på gatan den unge studenten Purjo som är ute med sin hund ”Raggen” och ropar efter djuret. Raggen tror det gäller henne och svarar ”Raggen - det är jag det”. De två börjar konversera och Purjo stjäl en kyss med hänvisning till att det är vår. Han får en örfil tillbaka med samma förklaring. Hemma i våningen vimlar småsyskonen som består av två tvillingpar. I köket uppvaktas den äldsta systern Stina av den försagde bondsonen Gustaf. Han brukar komma med mat till familjen men har mycket svårt för att åstadkomma ett riktigt frieri. Nu lyckas han i alla fall till del och kysser Stina medan småsyskonen som sett det hela från ett ventilationsfönster kommenterar. Den äldsta av tvillingarna, Nora, säger att det är inget mot de Hollywoodstjärnor hon dyrkar. Vid matbordet meddelar Stina att hon vill gifta sig med Gustaf. En bonde är inte vad föräldrarna tänkt sig men hon säger sig föredra en med en gård som är värd något mot en lektor med skulder. Pappa Winroth tror för ett ögonblick att detta kan komma att lösa hans ekonomiska problem men får svaret att hon lovat Gustaf att han inte skall skriva på några papper. Trots detta får Stina faderns välsignelse och han citerar en klassisk litterär sentens om kärleken för att motivera sitt val.
Raggen arbetar hos en grosshandlare i frukt, Olle Berglind. Han har vissa problem med frukthandlares olika politiska hemvist. En socialistisk handlare vägrar köpa hans Messinaapelsiner men då lyckas han få en annan handlare, som är nazist, att avstå från en sändning Jaffaapelsiner, så de två handlarna får byta apelsinpartier med varandra alltmedan Berglind ökar på sin avans. På kontoret finns också Margareta, Pyret och "Josephine Baker". Den sistnämnda kallad så därför att hon upptäckt att hon kan vicka på stjärten som denna. Josephine och Raggen upptäcker att Purjo kysst dem samtidigt samma dag vilket han förevigat i en dikt i lokaltidningen där han arbetar.
Visa av allt detta beslutar sig flickorna på kontoret att bilda Kvinnoklubben för Fridlysta läppar där man inrättar en gemensam böteskassa om man bryter mot föreningens regler. Ett oförsiktigt skämt om att det kan bli mycket pengar att försnilla gör att Margareta avslöjar att hennes far var förskingrare som sköt sig. Hon håller nu på med att avbetala faderns skulder. De andra blir så rörda av hennes heroism att de genast döper om henne till Kristina Gyllenstierna.
Purjo gästar det Winrothska hemmet och det framgår att han blivit sångarbror med pappan. Denne visar Purjo familjealbumet och berättar om alla sina döttrar. Tre har redan gift sig och flyttat och Stina är på väg. Raggen är på tur och Purjo visar sitt stora intresse.
Raggen fyller år och blir uppvaktad bland annat av hennes arbetskamrater och chef. Den senare har vunnit en Parisresa för två på lotteri och ger Raggen denna i födelsepresent. Purjo säger att han vill hennes ressällskap. På kontoret går det dåligt för Margareta i arbetet, hon skriver bara fel och får inte i väg breven i tid. Då hon en dag blir inkallad till chefen och kommer ut igen storgråtande, tror Raggen att nu har hon blivit sparkad och börjar skälla ut Berglind efter noter. Men det visar sig att han i stället har friat och att de två skall gifta sig och den förlägna Raggen blir förlåten.
Raggen går på restaurang med Purjo och hon ser förälskad ut. Men när han säger att han vill ha en mer huslig fru förstår hon att det inte kan bli hon. Hon flyr sin väg och till gymnastiklärarinnan Ninni. Raggen gråter ut hos henne och säger att hon aldrig kan få en karl som de andra på kontoret, som samtliga är på väg att bli gifta. Ninni tycker att hon inte skall hänga läpp över en valp som Purjo utan föreslår att hon skall resa sin väg - som i alla dåliga romaner.
Raggen åker därför till Paris med Ninni i sällskap. De klär upp sig och går på nattklubb. Där stöter de samman med en ung man som de tidigare mött som hastigast på flygplatsen. Han dansar med Ninni. Han låtsas bara kunna engelska och Ninni inbillar honom att Raggen är adlig, dotter till en kammarherre i Sverige. Han förälskar sig i Raggen och de tillbringar några dagar ute på stan. Han uppvaktar henne med blommor och en ring. Då han är rik blir hon rädd för vad han skall säga om det kommer fram att hon bara är en fattig lektorsdotter från Västerås. Hon känner sig som en bedragerska och vill smita sin väg men de stöter på honom på hotellet just som de skall resa. Han erbjuder dem skjuts till Sverige i sin bil. Framme i Stockholm undkommer hon igen och tar tåget hem till Västerås. Hemma på gården står Purjo och kysser Nora alltmedan Raggen knackar på och övertygar sin skeptiska mor att det är hon som kommit hem för tidigt. När det knackar på nästa gång är det den unge mannen från Paris som i själva verket visar sig vara hennes gamle lekkamrat Per-Lennart, som en gång gav henne sitt smeknamn. Han har bott utomlands och blivit rik. Han konstaterar att de blivit förlovade nu även om hon kanske inte riktigt fattat det ännu.

## Om filmen
Filmen hade Sverigepremiär i Stockholm 27 februari 1936. Den har visats på Sveriges Television. Filmen bygger på Gunnar Widegrens roman med samma namn. Karin Ahldén (1905-2001) som medverkar var gymnastikdirektör till yrket och känd vid denna vid för att vara kronprinsessan Ingrid av Sveriges och prinsessan Sibyllas personliga morgongymnastiklärarinna. Hon studerade i USA och där arbetat som gymnastikinstrutör vid Elizabeth Ardens hälsoverksamhet.

## Rollista (i urval)
- Isa Quensel – Maria "Raggen" Winroth
- Nils Wahlbom – lektor H. Winroth, hennes far
- Anna Olin – lektorskan Winroth
- Solveig Hedengran – Kristina "Stina" Winroth, dotter
- Sally Palmblad – Hedvig och Nora Winroth, tvillingdöttrar
- Britt Nordborg – Magda Winroth, dotter
- Gerd Nordborg – Sofia Winroth, dotter, tvilling med Magda
- Nils Lundell – grosshandlare Olof "Olle" Berglind, Raggens chef
- Margit Andelius – Pyret, arbetskamrat till Raggen
- Aino Taube – Josephine Baker, arbetskamrat till Raggen
- Anna-Stina Wåglund – Margareta "Kristina Gyllenstierna", arbetskamrat till Raggen
- Stig Järrel – journalisten Purjo
- Fritiof Billquist – Per-Lennart Lundblad
- Karin Ahldén – Ninni Nyman, gymnastiklärarinna
- Carl-Gunnar Wingård – konsul Westerlund
- Helge Hagerman – Gustaf
- Hartwig Fock – frukthandlaren Bernhard